# Peter Steiner (zanger)
Peter Steiner (?, 22 januari 1917 – Walenstadt, 12 november 2007) was een Zwitsers artiest bekend als 'Peter Cool Man Steiner van de reclame van Milka.

## Leven
Steiner was vader van tien kinderen en opa van negen kleinkinderen. Zijn vrouw was ook zijn manager.
In de jaren 90 werd Steiner als het bebaarde personage "Cool Man" in de Milka-reclamespots beroemd. Toen was hij meer dan 70 jaar oud. Zijn lied It’s cool man werd succesvol, evenals zijn tweede lied Geierwally. Hij verkocht meer dan 1.000.000 cd's. Hij behaalde een gouden plaat in Zwitserland en Duitsland. In 2007 werd Steiner 90. Zelfs het oud-bondsraadlid Adolf Ogi feliciteerde hem daarmee. Vroeger heeft Steiner gewoond in San Bernardino-Villaggio en daarna in Walenstadt SG.

## Liederen
- Geierwally (met XXL)
- It’s Cool Man (met XXL)
- Sie Will Nur Mich
- Oh You Fröhliche
- Von den Bergen tönt es so
- Nur ein Kuss

## Albums
- Ah - ein Stadtmensch